# Putranjivaceae
Putranjivaceae — родина розових, яка складається з 218 видів у 2 родах вічнозелених тропічних дерев, які зустрічаються в основному в тропіках Старого Світу, але з кількома видами в тропічній Америці.
Представники цеї родини мають 2-ступеневе листя шкірчастої форми, яке, якщо воно свіже, зазвичай має смак редьки чи перцю. Квітки пучкові і зазвичай дрібні, а плоди цих видів являють собою однонасінну кістянку, увінчану стійкими рильцями. Ця родина походить з Африки та Малесії. Це єдина родина за межами Brassicales, яке виробляє гірчичну олію.